# Segelfluggelände Mönchsheide

i7
i11
i13
Das Segelfluggelände Mönchsheide ist ein Segelfluggelände westlich der Stadt Bad Breisig und östlich des Ortes Franken im Kreis Ahrweiler in Rheinland-Pfalz. Es wurde vor dem Zweiten Weltkrieg von der Luftwaffe der Wehrmacht als Feldflugplatz Niederbreisig-Mönchsheide errichtet.

## Flugbetrieb
Das Segelfluggelände ist mit einer 700 m langen und 45 m breiten Start- und Landebahn aus Gras (Richtung 10/28) ausgestattet. Es besitzt eine Betriebszulassung für Segelflugzeuge, Motorsegler, Ultraleichtflugzeuge und Flugzeuge, die zum Schleppen von Segelflugzeugen bestimmt sind. Der Start von Segelflugzeugen erfolgt per Windenstart oder Flugzeugschlepp. Der Halter und Betreiber des Segelfluggeländes ist der Luftsportverein Mönchsheide e. V.

## Geschichte

### Bis 1945
Das heute als Segelfluggelände genutzte Plateau nahe dem Rheintal zwischen Sinzig und Bad Breisig wurde ab 1937 vom Reichsarbeitsdienst zu einem Ausweichflughafen für den Fliegerhorst Niedermendig mit den heute noch bestehenden zwei Grasbahnen gebaut. Der Flugplatz wurde von der Luftwaffe kaum genutzt, von 1942 bis 1944 waren zur Täuschung Holzattrappen von Flugzeugen aufgestellt. Im Jahr 1944 verlegte die 6. Staffel der Transportgruppe 10, ausgerüstet mit Savoia-Marchetti SM.82, auf die Mönchsheide, die Flugzeuge wurden aber von amerikanischen Tieffliegern zerstört. Zwischen Dezember 1944 und Februar 1945 waren noch einzelne Flugzeuge der Fernaufklärungsgruppe 123 in Niederbreisig stationiert.
Nach dem Rückzug der deutschen Truppen verlegte die US-Armee zudem bis zum 24. März 1945 155-mm-Haubitzen auf die Hochfläche, um den alliierten Vormarsch im Westerwald zu unterstützen.

### Ab 1945
Nach dem Ende des Krieges verlegte zunächst eine amerikanische Radar-Stellung auf die Mönchsheide, wurde aber 1952 wieder abgezogen. In dieser Zeit wurde auch ein Brunnen gebohrt, welcher heute wieder in Benutzung ist. Danach wurde die Freifläche vor allem landwirtschaftlich genutzt. Erst ab 1970 wurde das Plateau wieder als Flugplatz genutzt, nun als Segelfluggelände.
Aufgrund des stetig wachsenden militärischen Flugbetriebs auf dem von Mitte der 1950er Jahre an genutzten Hummerich sowie dem Fliegerhorst Mendig siedelte der Aero-Club Andernach 1970 von Niedermendig auf die Mönchsheide um und nennt sich seitdem Luftsportverein Mönchsheide Aero-Club Bad Breisig-Andernach e. V.